# Hypodrassodes canacus
Hypodrassodes canacus är en spindelart som beskrevs av Lucien Berland 1924. Hypodrassodes canacus ingår i släktet Hypodrassodes och familjen plattbuksspindlar.
Artens utbredningsområde är Nya Kaledonien. Inga underarter finns listade i Catalogue of Life.